# 鎮邊號砲艇

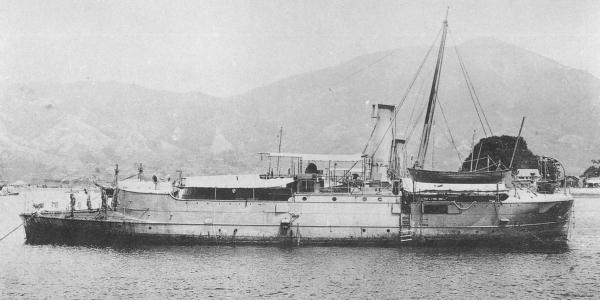
日本帝國海軍時期的鎮邊

鎮邊號砲艇是中國清朝海軍於1880年向英國的阿姆斯特朗公司訂購及建造的一艘Iota級倫道爾炮艇。它的排水量440噸。每艘價銀十五萬兩。
甲午戰爭時期它於1895年2月17日在威海被俘，並於3月16日被納入日本帝國軍艦。在1898年（明治31年）3月21日，日本海軍建立了海軍和海上艦艇分類標準，排水量不到1000噸的砲艇被分類為二級砲艇，鎮邊因此被列為二級砲艇。
它於1903年8月21日（明治36年）除籍，被轉為雜項船，成為海軍學校的船隻。它於1906年（明治39年）7月16日轉移到司法省，成為監獄局輪船“新橋”，並被用作兵庫縣洲本市培訓學校的練習船。